# Distretto di Biləsuvar
Il distretto di Biləsuvar (in azero: Biləsuvar rayon) è un distretto dell'Azerbaigian. Il suo capoluogo è Biləsuvar.